# Ricky Tosso
Ricardo Julián Tosso Febres (Arequipa, 21 de febrero de 1960-Lima, 11 de septiembre de 2016), más conocido como Ricky Tosso, fue un actor, director  y comediante peruano.

## Primeros años
Ricky Tosso nació en el seno de una familia de actores. Su padre fue Ricardo Tosso O' Connor, recordado por el programa infantil "Mipayachi", y su madre, la actriz Angélica Febres. Fue el único hijo de la pareja. Comenzó a actuar cuando tenía 4 años de edad con apariciones esporádicas en el programa de su padre, aunque al terminar el colegio estudiaría arquitectura. Según dijo en una entrevista, para complacer la voluntad de su madre.
Al séptimo ciclo de la carrera de Arquitectura renunció para formarse profesionalmente como actor, llegando a viajar a Buenos Aires, Argentina para cursar allí diversos talleres y estudiar interpretación en Buenos Aires en Argentores, con Pedro Aleandro; E.M.A.D. Escuela Municipal de Arte Dramático de Buenos Aires, y muchos más en Lima, Miami y Guayaquil.[cita requerida]

## Carrera
Tras iniciarse acompañando a su padre, pasó como secundario en algunos programas cómicos como El Show de Rulito y Sonia (1981) o Tulio de América a Cholocolor (1983) donde hacía imitaciones o actuaba en pequeños sketchs. Como anécdota, vale mencionar que fue Luis Ángel "Rulito" Pinasco quien lo hizo conocido como "Ricky" Tosso. En el programa El Show de Rulito y Sonia, Tosso trabajaba como Ricardo Tosso Junior pero Pinasco le sugirió cambiar de nombre artístico.[cita requerida]
Su carrera cobró mayor relevancia con Los Detectilocos (1984), programa de humor con el que ganaría fama, ya que tuvo muy buena sintonía. En él era acompañado por Ricardo Fernández y Jenny Negri. Ricky y Ricardo le daban vida a dos detectives incompetentes, mientras Jenny era una secretaria coqueta y quejumbrosa. Tras "Los Detectilocos", Ricky Tosso incursionó en la animación infantil con los programas Los Supercartonicómicos, El Club de Ricky y El Súper Club de Ricky.  
Más adelante, ya en la década de los noventa, se sumaría al elenco de Risas y salsa, donde protagoniza recordados sketchs como "Momo y Memo", junto a Miguel Barraza. Tosso además realizaría imitaciones de cantantes como Plácido Domingo, Luciano Pavarotti, Juan Gabriel y Mercedes Sosa, artistas como Amparo Brambilla, y políticos como Beatriz Merino y Raúl Diez Canseco.  
A partir de 1997, ingresa a Risas de América, donde participa en secuencias como "Las vecinas de huaycán", al lado de Patricia Alquinta, Roxana Ávalos y Manolo Rojas. Paralelamente, actuó en las telenovelas Leonela, muriendo de amor e Isabella, mujer enamorada. 
Su programa Teatro desde el teatro (2002) tuvo siete temporadas, donde cada sábado tenía una obra de teatro diferente. Realizó más de 300 obras, donde actuaba y dirigía. Durante la década de los años 2010 hizo las obras teatrales "La tiendita del horror", "En el parque", junto al mexicano Édgar Vivar, y "¡Ay, amor!", con Patricia Barreto. 
Tosso formó parte del jurado de Pequeños gigantes (2013). El mismo año regresó al teatro en El círculo de arena, y luego en A la gente le gusta tomar el té.
Su última producción fue la telenovela Mis tres Marías (2016), donde grabó hasta que cayó enfermo, debiendo tomar su lugar el actor Óscar Carrillo. En el caso de no ficción, condujo La receta más brava, cuya temporada final la culminó su esposa Milagros Machi.

## Fallecimiento
Ricky Tosso falleció la madrugada del 11 de septiembre de 2016, debido al cáncer de pulmón que lo aquejó por varios años, que luego se complicó con una neumonía luego de un mes de estar en estado crítico.
Ricky Tosso dejó inconclusa su participación en la telenovela Mis tres Marías, siendo su última aparición en la televisión. Su personaje "Gaspar", fue reemplazado por el también actor Óscar Carrillo.

## Créditos

### Programas
- Mipayachi (1964-1965) Panamericana
- Telecholo (1978) Canal 5
- El Show de Rulito y Sonia (1981) América
- Tulio de América a Cholocolor (1982-1983) América
- Los Detectilocos (1984-1985) América
- SuperCartonicómicos (1986) Panamericana
- "Y" El Agente Fantástico (1986-1987) Panamericana
- Risas y salsa (1987-1988/1993-1996) Panamericana
- El Club de Ricky (1988-1989) América
- La Máquina de la Risa (1988-1989) América
- El Super Club de Ricky (1989-1990) RBC
- Risas de América (1997-1999) América
- Bla, bla, bla (2000) Latina
- Vale la pena soñar (2001) Latina
- Teatro desde el teatro (2001 - 2008) América
- Hombres trabajando para ellas (2010-11) Latina
- Pequeños gigantes (2013) Juez. América
- Tu cara me suena (2013) Juez. Latina
- La Receta Más Brava (2016) Willax

### Series y telenovelas
- Mi barrio (1977) canal 7
- Leonela, muriendo de amor (1997) como Chiripa.
- Isabella, mujer enamorada (1999) como Zacarías.
- Teatro desde el teatro (2001-2008)
- Los exitosos Gomes (2010)
- La Bodeguita (2011-12) como Virginio.
- Locura de amor (2014-15) como Noé Santos.
- Mis tres Marías (2016) como Gaspar Rivera Benites.

### Cine
- Muero por Muriel (2004)
- Peloteros (2006)
- El beneficio de la duda (2015)
- La peor de mis bodas (2016)

### Teatro
- La tía de Carlos. Duró 10 meses en cartelera y 2 meses de gira por el interior del país.
- La jaula de las locas. Duró 18 meses en cartelera y 3 meses de gira por el interior del país.
- El último peruano virgen. Duró 12 meses en cartelera y 3 meses de gira.
- La magia de la opera (2005)[5]
- Amantes al por mayor (2006)
- Una gran comedia romana (2009, Dir. Juan Carlos Fisher) como Miles Gloriosus - Teatro Peruano Japonés
- Boeing Boeing 2010 Dir. Rocío Tovar - Teatro Peruano Japonés
- El enfermo imaginario 2010 Dir. Nishme Sumar Teatro La Plaza
- El círculo de arena (2013) - Teatro La Plaza
- A la gente le gusta el té (2013) - Teatro Luigi Pirandello (Dir. Vanessa Vizcarra)
- La vida es sueño (2014) - Teatro Plaza Lima Norte (Dir. Els Vandels) - Los productores
- La tiendita del horror (2014) - Teatro Larco (Dir. David Carrillo) - Plan 9
- Ese dedo (2014) - Kontenedores (Dir. Stefano Tosso)
- Super Terapia (2014) - Kontenedores (Dir. Armando Machuca y Stefano Tosso)
- En el parque (2015)
- ¡Ay, amor! (2016, Dir. Joaquín Vargas) - Auditorio ICPNA Miraflores[6]

### Circo
- El circo de Ricky y sus estrellas de la tele (2008)